# 1990 en els vols espacials
Aquest article és una llista d'esdeveniments de vols espacials relacionats que es van produir el 1990.

## Llançaments
| Data i hora (UTC)    | Coet | Coet                                            | Plataforma de llançament                  | Plataforma de llançament                | LSP                              | LSP                              |
| -------------------- | --- | ----------------------------------------------- | ----------------------------------------- | --------------------------------------- | -------------------------------- | -------------------------------- |
| Data i hora (UTC)    | Càrrega útil | Operador                                        | Òrbita                                    | Funció                                  | Deteriorament (UTC)              | Resultat                         |
| Data i hora (UTC)    | Comentaris |                                                 |                                           |                                         |                                  |                                  |
| Gener                | |                                                 |                                           |                                         |                                  |                                  |
| 1 de gener 00:07     | Estats Units - Commercial Titan III | Estats Units - Commercial Titan III             | Estats Units - Cape Canaveral LC-40       | Estats Units - Cape Canaveral LC-40     | Estats Units - Martin Marietta   | Estats Units - Martin Marietta   |
| 1 de gener 00:07     | Regne Unit - Skynet 4A | MoD                                             | Geosíncrona                               | Comunicacions                           | En òrbita                        | Operacional                      |
| 1 de gener 00:07     | Japó - JCSAT 2 | JSAT                                            | Geosíncrona                               | Comunicacions                           | En òrbita                        | Operacional                      |
| 1 de gener 00:07     | Vol inaugural del Titan III comercial |                                                 |                                           |                                         |                                  |                                  |
| 9 de gener 12:35     | Estats Units - Transbordador espacial Columbia | Estats Units - Transbordador espacial Columbia  | Estats Units - Kennedy LC-39A             | Estats Units - Kennedy LC-39A           | Estats Units                     | Estats Units                     |
| 9 de gener 12:35     | Estats Units - STS-32 | NASA                                            | Terrestre Baixa                           | Desplegament de satèl·lit i recuperació | 20 de gener 06:35                | Reeixit                          |
| 9 de gener 12:35     | Estats Units - Leasat 5 | NASA                                            | Geosíncrona                               | Comunicacions                           | En òrbita                        | Reeixit                          |
| 9 de gener 12:35     | Vol orbital tripulat amb 5 astronautes Missió de recuperació del Long Duration Exposure Facility Leasat 5 retirat el febrer de 1998 |                                                 |                                           |                                         |                                  |                                  |
| 17 de gener 14:38    | Unió Soviètica - Soiuz-U | Unió Soviètica - Soiuz-U                        | Unió Soviètica - Plesetsk                 | Unió Soviètica - Plesetsk               | Unió Soviètica                   | Unió Soviètica                   |
| 17 de gener 14:38    | Unió Soviètica - Kosmos 2055 (Zenit-8) |                                                 | Terrestre Baixa                           | Reconeixement                           | 29 de gener                      | Reeixit                          |
| 18 de gener 12:57    | Unió Soviètica - Kosmos-3M | Unió Soviètica - Kosmos-3M                      | Unió Soviètica - Plesetsk Site 133/3      | Unió Soviètica - Plesetsk Site 133/3    | Unió Soviètica                   | Unió Soviètica                   |
| 18 de gener 12:57    | Unió Soviètica - Kosmos 2056 (Strela-2M) |                                                 | Terrestre Baixa                           | Comunicacions                           | En òrbita                        | Operacional                      |
| 22 de gener 01:35    | Europa - Ariane 4 (40) | Europa - Ariane 4 (40)                          | França - Kourou ELA-2                     | França - Kourou ELA-2                   | França - Arianespace             | França - Arianespace             |
| 22 de gener 01:35    | França - SPOT 2 | CNES                                            | Heliosíncrona                             | Observació de la Terra                  | En òrbita                        | Operacional                      |
| 22 de gener 01:35    | Regne Unit - UOSAT 3 | University of Surrey                            | Heliosíncrona                             | Comunicacions                           | En òrbita                        | Operacional                      |
| 22 de gener 01:35    | Regne Unit - UOSAT 4 | University of Surrey                            | Heliosíncrona                             | Comunicacions                           | En òrbita                        | Error de la nau espacial         |
| 22 de gener 01:35    | Estats Units - PACSAT | AMSAT                                           | Heliosíncrona                             | Comunicacions                           | En òrbita                        | Operacional                      |
| 22 de gener 01:35    | Estats Units - Microsat 2 | AMSAT                                           | Heliosíncrona                             | Comunicacions                           | En òrbita                        | Operacional                      |
| 22 de gener 01:35    | Estats Units - Microsat 3 | AMSAT                                           | Heliosíncrona                             | Comunicacions                           | En òrbita                        | Operacional                      |
| 22 de gener 01:35    | Estats Units - Microsat 4 | AMSAT                                           | Heliosíncrona                             | Comunicacions                           | En òrbita                        | Operacional                      |
| 22 de gener 01:35    | Vol inaugural de l'Ariane 4 (40) UOSAT 4 va deixar de transmetre després de 5 hores |                                                 |                                           |                                         |                                  |                                  |
| 23 de gener 02:52    | Unió Soviètica - Molniya-M/ML | Unió Soviètica - Molniya-M/ML                   | Unió Soviètica - Plesetsk                 | Unió Soviètica - Plesetsk               | Unió Soviètica                   | Unió Soviètica                   |
| 23 de gener 02:52    | Unió Soviètica - Molniya 3-53L |                                                 | Molnia                                    | Comunicacions                           | 23 de juny 2003                  | Reeixit                          |
| 24 de gener 11:46    | Japó - Mu-3S-II | Japó - Mu-3S-II                                 | Japó - Uchinoura                          | Japó - Uchinoura                        | Japó - ISAS                      | Japó - ISAS                      |
| 24 de gener 11:46    | Japó - Hiten | ISAS                                            |                                           | Lunar probe                             | 11 d'abril 1993                  | Reeixit                          |
| 24 de gener 11:46    | Japó - Hagoromo | ISAS                                            | Selenocèntrica                            | Orbitador lunar                         | En òrbita                        | Error de la nau espacial         |
| 24 de gener 11:46    | Primera missió lunar japonesa La Hagoromo va patir un malfuncionament abans de la injecció òrbita selenocèntrica |                                                 |                                           |                                         |                                  |                                  |
| 24 de gener 22:55    | Estats Units - Delta II 6925 | Estats Units - Delta II 6925                    | Estats Units - Cape Canaveral LC-17A      | Estats Units - Cape Canaveral LC-17A    | Estats Units - McDonnell Douglas | Estats Units - McDonnell Douglas |
| 24 de gener 22:55    | Estats Units - GPS II-6 (USA-50) | Força Aèria dels Estats Units d'Amèrica         | Terrestre Mitjana                         | Navegació                               | En òrbita                        | Reeixit                          |
| 25 de gener 17:15    | Unió Soviètica - Soiuz-U | Unió Soviètica - Soiuz-U                        | Unió Soviètica - Plesetsk                 | Unió Soviètica - Plesetsk               | Unió Soviètica                   | Unió Soviètica                   |
| 25 de gener 17:15    | Unió Soviètica - Kosmos 2057 (Yantar-4K2) |                                                 | Terrestre Baixa                           | Reconeixement                           | 19 de març 1990                  | Reeixit                          |
| 30 de gener 11:20    | Unió Soviètica - Tsyklon-3 | Unió Soviètica - Tsyklon-3                      | Unió Soviètica - Plesetsk Site 32         | Unió Soviètica - Plesetsk Site 32       | Unió Soviètica                   | Unió Soviètica                   |
| 30 de gener 11:20    | Unió Soviètica - Kosmos 2058 (Tselina-R) |                                                 | Terrestre Baixa                           | ELINT                                   | En òrbita                        | Operacional                      |
| Febrer               | |                                                 |                                           |                                         |                                  |                                  |
| 4 de febrer 12:27    | Xina - Llarga Marxa 3 | Xina - Llarga Marxa 3                           | Xina - Xichang LC-1                       | Xina - Xichang LC-1                     | Xina                             | Xina                             |
| 4 de febrer 12:27    | Xina - DFH-2 A-4 |                                                 | Geosíncrona                               | Comunicacions                           | En òrbita                        | Operacional                      |
| 6 de febrer 16:30    | Unió Soviètica - Kosmos-3M | Unió Soviètica - Kosmos-3M                      | Unió Soviètica - Plesetsk Site 132/2      | Unió Soviètica - Plesetsk Site 132/2    | Unió Soviètica                   | Unió Soviètica                   |
| 6 de febrer 16:30    | Unió Soviètica - Kosmos 2059 (Taifun-2) |                                                 | Terrestre Baixa                           | Calibratge de radar                     | 12 de novembre                   | Reeixit                          |
| 7 de febrer 01:33    | Japó - H-I | Japó - H-I                                      | Japó - Tanegashima LA-N                   | Japó - Tanegashima LA-N                 | Japó - Mitsubishi                | Japó - Mitsubishi                |
| 7 de febrer 01:33    | Japó - MOS 1B | NASDA                                           | Terrestre Baixa                           | Observació de la Terra                  | En òrbita                        | Operacional                      |
| 7 de febrer 01:33    | Japó - DEBUT |                                                 | Terrestre Baixa                           | Demostració tecnològica                 | En òrbita                        | Reeixit                          |
| 7 de febrer 01:33    | Japó - JAS-1B |                                                 | Terrestre Baixa                           | Comunicacions                           | En òrbita                        | Operacional                      |
| 11 de febrer 06:16   | Unió Soviètica - Soiuz-U2 | Unió Soviètica - Soiuz-U2                       | Unió Soviètica - Baikonur Site 1/5        | Unió Soviètica - Baikonur Site 1/5      | Unió Soviètica                   | Unió Soviètica                   |
| 11 de febrer 06:16   | Unió Soviètica - Soiuz TM-9 |                                                 | Terrestre baixa (Mir)                     | Mir EO-9                                | 9 d'agost 07:33                  | Reeixit                          |
| 11 de febrer 06:16   | Vol orbital tripulat amb 2 cosmonautes |                                                 |                                           |                                         |                                  |                                  |
| 14 de febrer 16:15   | Estats Units - Delta II 6920-8 | Estats Units - Delta II 6920-8                  | Estats Units - Cape Canaveral LC-17B      | Estats Units - Cape Canaveral LC-17B    | Estats Units - McDonnell Douglas | Estats Units - McDonnell Douglas |
| 14 de febrer 16:15   | Estats Units - LACE (USA-51) | DoD                                             | Terrestre Baixa                           | Demostració tecnològica                 | 24 de maig 2000                  | Reeixit                          |
| 14 de febrer 16:15   | Estats Units - RME (USA-52) | DoD                                             | Terrestre Baixa                           | Demostració tecnològica                 | 24 de maig 1992                  | Reeixit                          |
| 14 de febrer 16:15   | Vol inaugural del Delta II 6920 |                                                 |                                           |                                         |                                  |                                  |
| 15 de febrer 07:52   | Unió Soviètica - Proton-K/DM-2 | Unió Soviètica - Proton-K/DM-2                  | Unió Soviètica - Baikonur Site 81/23      | Unió Soviètica - Baikonur Site 81/23    | Unió Soviètica                   | Unió Soviètica                   |
| 15 de febrer 07:52   | Unió Soviètica - Raduga 25 |                                                 | Geosíncrona                               | Comunicacions                           | En òrbita                        | Operacional                      |
| 22 de febrer 23:17   | Europa - Ariane 4 (44L) | Europa - Ariane 4 (44L)                         | França - Kourou ELA-2                     | França - Kourou ELA-2                   | França - Arianespace             | França - Arianespace             |
| 22 de febrer 23:17   | Japó - Superbird B | SCC                                             | Destinat: Transferència geosíncrona       | Comunicacions                           | T+ segons                        | Error de llançament              |
| 22 de febrer 23:17   | Japó - BS 2X |                                                 | Destinat: Transferència geosíncrona       | Comunicacions                           | T+ segons                        | Error de llançament              |
| 22 de febrer 23:17   | La línia d'aigua bloquejada va causar l'explosió del coet |                                                 |                                           |                                         |                                  |                                  |
| 27 de febrer 20:59   | Unió Soviètica - Kosmos-3M | Unió Soviètica - Kosmos-3M                      | Unió Soviètica - Plesetsk Site 132/2      | Unió Soviètica - Plesetsk Site 132/2    | Unió Soviètica                   | Unió Soviètica                   |
| 27 de febrer 20:59   | Unió Soviètica - Nadezhda 2 |                                                 | Terrestre Baixa                           | Navegació                               | En òrbita                        | Operacional                      |
| 28 de febrer 00:55   | Unió Soviètica - Tsyklon-3 | Unió Soviètica - Tsyklon-3                      | Unió Soviètica - Plesetsk Site 32/2       | Unió Soviètica - Plesetsk Site 32/2     | Unió Soviètica                   | Unió Soviètica                   |
| 28 de febrer 00:55   | Unió Soviètica - Okean 2 |                                                 | Terrestre Baixa                           | Ciència de la Terra                     | En òrbita                        | Operacional                      |
| 28 de febrer 07:50   | Estats Units - Transbordador Espacial Atlantis | Estats Units - Transbordador Espacial Atlantis  | Estats Units - Kennedy LC-39A             | Estats Units - Kennedy LC-39A           | Estats Units                     | Estats Units                     |
| 28 de febrer 07:50   | Estats Units - STS-36 | NASA                                            | Terrestre Baixa                           | Desplegament de satèl·lit               | 4 de març 03:08                  | Reeixit                          |
| 28 de febrer 07:50   | Estats Units - USA-53 (Misty-1) | NRO                                             | Terrestre Baixa                           | Reconeixement                           | En òrbita                        | Operacional                      |
| 28 de febrer 07:50   | Vol orbital tripulat amb 5 astronautes |                                                 |                                           |                                         |                                  |                                  |
| 28 de febrer 23:10   | Unió Soviètica - Soiuz-U2 | Unió Soviètica - Soiuz-U2                       | Unió Soviètica - Baikonur Site 1/5        | Unió Soviètica - Baikonur Site 1/5      | Unió Soviètica                   | Unió Soviètica                   |
| 28 de febrer 23:10   | Unió Soviètica - Progress M-3 |                                                 | Terrestre Baixa (Mir)                     | Logística                               | 28 d'abril 00:52                 | Reeixit                          |
| Març                 | |                                                 |                                           |                                         |                                  |                                  |
| 14 de març 11:52     | Estats Units - Commercial Titan III | Estats Units - Commercial Titan III             | Estats Units - Cape Canaveral LC-40       | Estats Units - Cape Canaveral LC-40     | Estats Units - Martin Marietta   | Estats Units - Martin Marietta   |
| 14 de març 11:52     | Nacions Unides - Intelsat 603 | Intelsat                                        | Geosíncrona                               | Comunicacions                           | En òrbita                        | Error parcial de llançament      |
| 14 de març 11:52     | A causa del fet que no es va separar la 2a etapa, el Intelsat 603 va ser alliberat del seu motor en un perigeu de l'òrbita terrestre baixa. El Transbordador espacial Endeavour en la missió STS-49 va adjuntar un nou motor que va impulsar el perigeu del satèl·lit a l'òrbita geoestacionària.                                                           |                                                 |                                           |                                         |                                  |                                  |
| 14 de març 15:27     | Unió Soviètica - Tsyklon-2 | Unió Soviètica - Tsyklon-2                      | Unió Soviètica - Baikonur Site 90/20      | Unió Soviètica - Baikonur Site 90/20    | Unió Soviètica                   | Unió Soviètica                   |
| 14 de març 15:27     | Unió Soviètica - Kosmos 2060 (US-P) |                                                 | Terrestre Baixa                           | Reconeixement naval                     | 1 de setembre 1991               | Reeixit                          |
| 20 de març 00:25     | Unió Soviètica - Kosmos-3M | Unió Soviètica - Kosmos-3M                      | Unió Soviètica - Plesetsk Site 133/3      | Unió Soviètica - Plesetsk Site 133/3    | Unió Soviètica                   | Unió Soviètica                   |
| 20 de març 00:25     | Unió Soviètica - Kosmos 2061 (Parus) |                                                 | Terrestre Baixa                           | Navegació                               | En òrbita                        | Reeixit                          |
| 22 de març 07:20     | Unió Soviètica - Soiuz-U | Unió Soviètica - Soiuz-U                        | Unió Soviètica - Plesetsk                 | Unió Soviètica - Plesetsk               | Unió Soviètica                   | Unió Soviètica                   |
| 22 de març 07:20     | Unió Soviètica - Kosmos 2062 (Zenit-8) |                                                 | Terrestre Baixa                           | Reconeixement                           | 28 d'abril                       | Reeixit                          |
| 26 de març 02:45     | Estats Units - Delta II 6925 | Estats Units - Delta II 6925                    | Estats Units - Cape Canaveral LC-17A      | Estats Units - Cape Canaveral LC-17A    | Estats Units - McDonnell Douglas | Estats Units - McDonnell Douglas |
| 26 de març 02:45     | Estats Units - GPS II-7 (USA-54) | Força Aèria dels Estats Units d'Amèrica         | Terrestre Mitjana                         | Navegació                               | En òrbita                        | Error de la nau espacial         |
| 26 de març 02:45     | Senyal d'anomalia en el 21 de maig de 1996 va fer que el satèl·lit fos inservible en la xarxa GPS. |                                                 |                                           |                                         |                                  |                                  |
| 27 de març 16:40     | Unió Soviètica - Molniya-M/2BL | Unió Soviètica - Molniya-M/2BL                  | Unió Soviètica - Plesetsk                 | Unió Soviètica - Plesetsk               | Unió Soviètica                   | Unió Soviètica                   |
| 27 de març 16:40     | Unió Soviètica - Kosmos 2063 (Oko) |                                                 | Molnia                                    | Sistema d'alertes                       | En òrbita                        | Operacional                      |
| Abril                | |                                                 |                                           |                                         |                                  |                                  |
| 3 d'abril 12:02      | Israel - Shavit | Israel - Shavit                                 | Israel - Palmachim                        | Israel - Palmachim                      | Israel                           | Israel                           |
| 3 d'abril 12:02      | Israel - Ofeq-2 |                                                 | Terrestre Baixa (retrògrada)              | Reconeixement                           | En òrbita                        | Operacional                      |
| 3 d'abril            | Unió Soviètica - Soiuz-U | Unió Soviètica - Soiuz-U                        | Unió Soviètica - Plesetsk Site 43         | Unió Soviètica - Plesetsk Site 43       | Unió Soviètica                   | Unió Soviètica                   |
| 3 d'abril            | Unió Soviètica - Yantar-4K2 |                                                 | Destinat: Terrestre Baixa                 | Reconeixement                           | 3 d'abril                        | Error de llançament              |
| 5 d'abril 19:10      | Estats Units - Pegasus | Estats Units - Pegasus                          | Estats UnitsBalls 8 Edwards               | Estats UnitsBalls 8 Edwards             | Estats Units - Orbital Sciences  | Estats Units - Orbital Sciences  |
| 5 d'abril 19:10      | Estats Units - Pegsat | NASA                                            | Terrestre Baixa                           | Space Physics                           | 14 de novembre 1998              | Reeixit                          |
| 5 d'abril 19:10      | Estats Units - USA-55 (SECS) | DoD                                             | Terrestre Baixa                           | Comunicacions                           | En òrbita                        | Operacional                      |
| 5 d'abril 19:10      | Vol inaugural del Pegasus |                                                 |                                           |                                         |                                  |                                  |
| 6 d'abril 03:13      | Unió Soviètica - Kosmos-3M | Unió Soviètica - Kosmos-3M                      | Unió Soviètica - Plesetsk Site 133/3      | Unió Soviètica - Plesetsk Site 133/3    | Unió Soviètica                   | Unió Soviètica                   |
| 6 d'abril 03:13      | Unió Soviètica - Kosmos 2064 (Strela-1M) |                                                 | Terrestre Baixa                           | Comunicacions                           | En òrbita                        | Operacional                      |
| 6 d'abril 03:13      | Unió Soviètica - Kosmos 2065 (Strela-1M) |                                                 | Terrestre Baixa                           | Comunicacions                           | En òrbita                        | Operacional                      |
| 6 d'abril 03:13      | Unió Soviètica - Kosmos 2066 (Strela-1M) |                                                 | Terrestre Baixa                           | Comunicacions                           | En òrbita                        | Operacional                      |
| 6 d'abril 03:13      | Unió Soviètica - Kosmos 2067 (Strela-1M) |                                                 | Terrestre Baixa                           | Comunicacions                           | En òrbita                        | Operacional                      |
| 6 d'abril 03:13      | Unió Soviètica - Kosmos 2068 (Strela-1M) |                                                 | Terrestre Baixa                           | Comunicacions                           | En òrbita                        | Operacional                      |
| 6 d'abril 03:13      | Unió Soviètica - Kosmos 2069 (Strela-1M) |                                                 | Terrestre Baixa                           | Comunicacions                           | En òrbita                        | Operacional                      |
| 6 d'abril 03:13      | Unió Soviètica - Kosmos 2070 (Strela-1M) |                                                 | Terrestre Baixa                           | Comunicacions                           | En òrbita                        | Operacional                      |
| 6 d'abril 03:13      | Unió Soviètica - Kosmos 2071 (Strela-1M) |                                                 | Terrestre Baixa                           | Comunicacions                           | En òrbita                        | Operacional                      |
| 7 d'abril 13:30      | Xina - Llarga Marxa 3 | Xina - Llarga Marxa 3                           | Xina - Xichang LC-1                       | Xina - Xichang LC-1                     | Xina                             | Xina                             |
| 7 d'abril 13:30      | Xina - AsiaSat 1 | AsiaSat                                         | Geosíncrona                               | Comunicacions                           | En òrbita                        | Operacional                      |
| 7 d'abril 13:30      | Llançat originalment com a Westar 6 pel transbordador espacial Challenger el febrer de 1984 en la missió STS-41-B. Es va quedar encallat en una òrbita incorrecta i es va recuperar el novembre de 1984 pel transbordador espacial Discovery en la missió STS-51-A. El Westar 6 va ser reformat i va vendre a AsiaSat que li va canviar el nom a AsiaSat 1. |                                                 |                                           |                                         |                                  |                                  |
| 11 d'abril 15:00     | Estats Units - Atlas-E/Altair-3A | Estats Units - Atlas-E/Altair-3A                | Estats Units - Vandenberg SLC-3W          | Estats Units - Vandenberg SLC-3W        | Estats Units - Lockheed          | Estats Units - Lockheed          |
| 11 d'abril 15:00     | Estats Units - USA-56 (POGS) | DoD                                             | Terrestre Baixa                           | Demostració tecnològica                 | En òrbita                        | Reeixit                          |
| 11 d'abril 15:00     | Estats Units - USA-57 (TEX) | DoD                                             | Terrestre Baixa                           | Demostració tecnològica                 | En òrbita                        | Reeixit                          |
| 11 d'abril 15:00     | Estats Units - USA-58 (SCE) | DoD                                             | Terrestre Baixa                           | Demostració tecnològica                 | En òrbita                        | Reeixit                          |
| 11 d'abril 17:00     | Unió Soviètica - Soiuz-U | Unió Soviètica - Soiuz-U                        | Unió Soviètica - Plesetsk Site 43/3       | Unió Soviètica - Plesetsk Site 43/3     | Unió Soviètica                   | Unió Soviètica                   |
| 11 d'abril 17:00     | França/ Unió Soviètica - Foton 6 | CNES                                            | Terrestre Baixa                           | Investigació de microgravetat           | 27 d'abril 06:15                 | Reeixit                          |
| 13 d'abril 18:53     | Unió Soviètica - Soiuz-U | Unió Soviètica - Soiuz-U                        | Unió Soviètica - Baikonur                 | Unió Soviètica - Baikonur               | Unió Soviètica                   | Unió Soviètica                   |
| 13 d'abril 18:53     | Unió Soviètica - Kosmos 2072 (Yantar-4KS1) |                                                 | Terrestre Baixa                           | Reconeixement                           | 22 de novembre                   | Reeixit                          |
| 13 d'abril 22:28     | Estats Units - Delta II 6925-8 | Estats Units - Delta II 6925-8                  | Estats Units - Cape Canaveral LC-17B      | Estats Units - Cape Canaveral LC-17B    | Estats Units - McDonnell Douglas | Estats Units - McDonnell Douglas |
| 13 d'abril 22:28     | Indonèsia - Palapa B2R | Telkom Indonesia                                | Geosíncrona                               | Comunicacions                           | En òrbita                        | Operacional                      |
| 13 d'abril 22:28     | Llançat originalment el febrer de 1984 com a Palapa B2 pel transbordador espacial Challenger en la missió STS-41-B. Es va quedar encallat en una òrbita incorrecta i es va recuperar el novembre de 1984 pel Transbordador Espacial Discovery en la missió STS-51-A.                                                                                        |                                                 |                                           |                                         |                                  |                                  |
| 17 d'abril 08:00     | Unió Soviètica - Soiuz-U | Unió Soviètica - Soiuz-U                        | Unió Soviètica - Plesetsk                 | Unió Soviètica - Plesetsk               | Unió Soviètica                   | Unió Soviètica                   |
| 17 d'abril 08:00     | Unió Soviètica - Kosmos 2073 (Zenit-8) |                                                 | Terrestre Baixa                           | Reconeixement                           | 28 d'abril                       | Reeixit                          |
| 20 d'abril 18:41     | Unió Soviètica - Kosmos-3M | Unió Soviètica - Kosmos-3M                      | Unió Soviètica - Plesetsk Site 133/3      | Unió Soviètica - Plesetsk Site 133/3    | Unió Soviètica                   | Unió Soviètica                   |
| 20 d'abril 18:41     | Unió Soviètica - Kosmos 2074 (Parus) |                                                 | Terrestre Baixa                           | Navegació                               | En òrbita                        | Operacional                      |
| 24 d'abril 12:33     | Estats Units - Transbordador Espacial Discovery | Estats Units - Transbordador Espacial Discovery | Estats Units - Kennedy LC-39B             | Estats Units - Kennedy LC-39B           | Estats Units                     | Estats Units                     |
| 24 d'abril 12:33     | Estats Units - STS-31 | NASA                                            | Terrestre Baixa                           | Desplegament del HST                    | 29 d'abril 13:49                 | Reeixit                          |
| 24 d'abril 12:33     | Estats Units/ Europa - Telescopi espacial Hubble | NASA/ESA                                        | Terrestre Baixa                           | Telescopi espacial                      | En òrbita                        | Operacional                      |
| 24 d'abril 12:33     | Vol orbital tripulat amb 5 astronautes |                                                 |                                           |                                         |                                  |                                  |
| 25 d'abril 13:00     | Unió Soviètica - Kosmos-3M | Unió Soviètica - Kosmos-3M                      | Unió Soviètica - Plesetsk Site 132/2      | Unió Soviètica - Plesetsk Site 132/2    | Unió Soviètica                   | Unió Soviètica                   |
| 25 d'abril 13:00     | Unió Soviètica - Kosmos 2075 (Taifun-2) |                                                 | Terrestre Baixa                           | Target                                  | 20 de febrer 1992                | Reeixit                          |
| 26 d'abril 01:37     | Unió Soviètica - Molniya-M/ML | Unió Soviètica - Molniya-M/ML                   | Unió Soviètica - Plesetsk                 | Unió Soviètica - Plesetsk               | Unió Soviètica                   | Unió Soviètica                   |
| 26 d'abril 01:37     | Unió Soviètica - Molniya 1-77 |                                                 | Molnia                                    | Comunicacions                           | 25 de febrer 2005                | Reeixit                          |
| 28 d'abril 11:37     | Unió Soviètica - Molniya-M/2BL | Unió Soviètica - Molniya-M/2BL                  | Unió Soviètica - Plesetsk                 | Unió Soviètica - Plesetsk               | Unió Soviètica                   | Unió Soviètica                   |
| 28 d'abril 11:37     | Unió Soviètica - Kosmos 2076 (Oko) |                                                 | Molnia                                    | Sistema d'alertes                       | En òrbita                        | Operacional                      |
| Maig                 | |                                                 |                                           |                                         |                                  |                                  |
| 5 de maig 20:44      | Unió Soviètica - Soiuz-U2 | Unió Soviètica - Soiuz-U2                       | Unió Soviètica - Baikonur Site 1/5        | Unió Soviètica - Baikonur Site 1/5      | Unió Soviètica                   | Unió Soviètica                   |
| 5 de maig 20:44      | Unió Soviètica - Progress 42 |                                                 | Terrestre Baixa (Mir)                     | Logística                               | 27 de maig 12:27                 | Reeixit                          |
| 5 de maig 20:44      | Vol final de la família base de naus espacials Progress |                                                 |                                           |                                         |                                  |                                  |
| 7 de maig 18:39      | Unió Soviètica - Soiuz-U | Unió Soviètica - Soiuz-U                        | Unió Soviètica - Plesetsk                 | Unió Soviètica - Plesetsk               | Unió Soviètica                   | Unió Soviètica                   |
| 7 de maig 18:39      | Unió Soviètica - Kosmos 2077 (Yantar-4K2) |                                                 | Terrestre Baixa                           | Reconeixement                           | 4 de juliol                      | Reeixit                          |
| 9 de maig 17:50      | Estats Units - Scout G-1 | Estats Units - Scout G-1                        | Estats Units - Vandenberg SLC-5           | Estats Units - Vandenberg SLC-5         | Estats Units                     | Estats Units                     |
| 9 de maig 17:50      | Estats Units - MacSat 1 | DARPA                                           | Terrestre Baixa                           | Comunicacions                           | En òrbita                        | Reeixit                          |
| 9 de maig 17:50      | Estats Units - MacSat 2 | DARPA                                           | Terrestre Baixa                           | Comunicacions                           | En òrbita                        | Reeixit                          |
| 15 de maig 09:55     | Unió Soviètica - Soiuz-U | Unió Soviètica - Soiuz-U                        | Unió Soviètica - Baikonur                 | Unió Soviètica - Baikonur               | Unió Soviètica                   | Unió Soviètica                   |
| 15 de maig 09:55     | Unió Soviètica - Kosmos 2078 (Yantar-1KFT) |                                                 | Terrestre Baixa                           | Reconeixement                           | 28 de juny                       | Reeixit                          |
| 19 de maig 08:32     | Unió Soviètica - Proton-K/DM-2 | Unió Soviètica - Proton-K/DM-2                  | Unió Soviètica - Baikonur Site 200/40     | Unió Soviètica - Baikonur Site 200/40   | Unió Soviètica                   | Unió Soviètica                   |
| 19 de maig 08:32     | Unió Soviètica - Kosmos 2079 (GLONASS) |                                                 | Terrestre Mitjana                         | Navegació                               | En òrbita                        | Operacional                      |
| 19 de maig 08:32     | Unió Soviètica - Kosmos 2080 (GLONASS) |                                                 | Terrestre Mitjana                         | Navegació                               | En òrbita                        | Operacional                      |
| 19 de maig 08:32     | Unió Soviètica - Kosmos 2081 (GLONASS) |                                                 | Terrestre Mitjana                         | Navegació                               | En òrbita                        | Operacional                      |
| 22 de maig 05:14     | Unió Soviètica - Zenit-2 | Unió Soviètica - Zenit-2                        | Unió Soviètica - Baikonur Site 45/2       | Unió Soviètica - Baikonur Site 45/2     | Unió Soviètica                   | Unió Soviètica                   |
| 22 de maig 05:14     | Unió Soviètica - Kosmos 2082 (Tselina-2) |                                                 | Terrestre Baixa                           | ELINT                                   | En òrbita                        | Operacional                      |
| 22 de maig 05:14     | Primer llançament des de Site 45/2 |                                                 |                                           |                                         |                                  |                                  |
| 29 de maig 07:19     | Unió Soviètica - Soiuz-U | Unió Soviètica - Soiuz-U                        | Unió Soviètica - Plesetsk Site 43/4       | Unió Soviètica - Plesetsk Site 43/4     | Unió Soviètica                   | Unió Soviètica                   |
| 29 de maig 07:19     | Unió Soviètica - Resurs-F6 |                                                 | Terrestre Baixa                           | Reconeixement                           | 14 de juny                       | Reeixit                          |
| 31 de maig 10:33     | Unió Soviètica - Proton-K | Unió Soviètica - Proton-K                       | Unió Soviètica - Baikonur Site 200/39     | Unió Soviètica - Baikonur Site 200/39   | Unió Soviètica                   | Unió Soviètica                   |
| 31 de maig 10:33     | Unió Soviètica - Kristall |                                                 | Terrestre Baixa (Mir)                     | Mòdul de la Mir                         | 23 de març 2001 05:50            | Reeixit                          |
| Juny                 | |                                                 |                                           |                                         |                                  |                                  |
| 1 de juny 21:48      | Estats Units - Delta II 6920-10 | Estats Units - Delta II 6920-10                 | Estats Units - Cape Canaveral LC-17A      | Estats Units - Cape Canaveral LC-17A    | Estats Units - McDonnell Douglas | Estats Units - McDonnell Douglas |
| 1 de juny 21:48      | Alemanya - ROSAT |                                                 | Terrestre Baixa                           | Astronomia                              | 23 d'octubre 2011                | Reeixit                          |
| 8 de juny 05:21      | Estats Units - Titan IVA (405) | Estats Units - Titan IVA (405)                  | Estats Units - Cape Canaveral LC-41       | Estats Units - Cape Canaveral LC-41     | Estats Units - Martin Marietta   | Estats Units - Martin Marietta   |
| 8 de juny 05:21      | Estats Units - USA-59 (SLDCOM) | Força Aèria dels Estats Units d'Amèrica         | Terrestre Baixa                           | Comunicacions                           | En òrbita                        | Operacional                      |
| 8 de juny 05:21      | Estats Units - USA-60 (NOSS-2) | Marina dels Estats Units d'Amèrica              | Terrestre Baixa                           | Reconeixement naval                     | En òrbita                        | Operacional                      |
| 8 de juny 05:21      | Estats Units - USA-61 (NOSS-2) | Marina dels Estats Units d'Amèrica              | Terrestre Baixa                           | Reconeixement naval                     | En òrbita                        | Operacional                      |
| 8 de juny 05:21      | Estats Units - USA-62 (NOSS-2) | Marina dels Estats Units d'Amèrica              | Terrestre Baixa                           | Reconeixement naval                     | En òrbita                        | Operacional                      |
| 12 de juny 05:52     | Estats Units - Delta 4925 | Estats Units - Delta 4925                       | Estats Units - Cape Canaveral LC-17B      | Estats Units - Cape Canaveral LC-17B    | Estats Units - McDonnell Douglas | Estats Units - McDonnell Douglas |
| 12 de juny 05:52     | Índia - INSAT 1D | ISRO                                            | Geosíncrona                               | Comunicacions                           | En òrbita                        | Reeixit                          |
| 12 de juny 05:52     | Vol final del Delta 4925 |                                                 |                                           |                                         |                                  |                                  |
| 13 de juny 01:07     | Unió Soviètica - Molniya-M/ML | Unió Soviètica - Molniya-M/ML                   | Unió Soviètica - Plesetsk                 | Unió Soviètica - Plesetsk               | Unió Soviètica                   | Unió Soviètica                   |
| 13 de juny 01:07     | Unió Soviètica - Molniya 3-47L |                                                 | Molnia                                    | Comunicacions                           | 26 de febrer 2006                | Reeixit                          |
| 19 de juny 08:45     | Unió Soviètica - Soiuz-U | Unió Soviètica - Soiuz-U                        | Unió Soviètica - Plesetsk                 | Unió Soviètica - Plesetsk               | Unió Soviètica                   | Unió Soviètica                   |
| 19 de juny 08:45     | Unió Soviètica - Kosmos 2083 (Zenit-8) |                                                 | Terrestre Baixa                           | Reconeixement                           | 3 de juliol 1990                 | Reeixit                          |
| 20 de juny 23:36     | Unió Soviètica - Proton-K/DM | Unió Soviètica - Proton-K/DM                    | Unió Soviètica - Baikonur Site 200/40     | Unió Soviètica - Baikonur Site 200/40   | Unió Soviètica                   | Unió Soviètica                   |
| 20 de juny 23:36     | Unió Soviètica - Gorizont 20 |                                                 | Geosíncrona                               | Comunicacions                           | En òrbita                        | Reeixit                          |
| 21 de juny 20:45     | Unió Soviètica - Molniya-M/2BL | Unió Soviètica - Molniya-M/2BL                  | Unió Soviètica - Plesetsk Site 43/3       | Unió Soviètica - Plesetsk Site 43/3     | Unió Soviètica                   | Unió Soviètica                   |
| 21 de juny 20:45     | Unió Soviètica - Kosmos 2084 (Oko) |                                                 | Destinat: Molnia Assolit: Terrestre Baixa | Sistema d'alertes                       | En òrbita                        | Error parcial                    |
| 21 de juny 20:45     | Situat en una òrbita incorrecta i el satèl·lit no es va poder comunicar amb terra. |                                                 |                                           |                                         |                                  |                                  |
| 23 de juny 11:19     | Estats Units - Commercial Titan III | Estats Units - Commercial Titan III             | Estats Units - Cape Canaveral LC-40       | Estats Units - Cape Canaveral LC-40     | Estats Units - Martin Marietta   | Estats Units - Martin Marietta   |
| 23 de juny 11:19     | Nacions Unides - Intelsat 604 | Intelsat                                        | Geosíncrona                               | Comunicacions                           | En òrbita                        | Reeixit                          |
| 27 de juny 22:30     | Unió Soviètica - Tsyklon-3 | Unió Soviètica - Tsyklon-3                      | Unió Soviètica - Plesetsk Site 32         | Unió Soviètica - Plesetsk Site 32       | Unió Soviètica                   | Unió Soviètica                   |
| 27 de juny 22:30     | Unió Soviètica - Meteor-2-19 |                                                 | Terrestre Baixa                           | Ciències de la Terra                    | En òrbita                        | Reeixit                          |
| Juliol               | |                                                 |                                           |                                         |                                  |                                  |
| 3 de juliol          | Unió Soviètica - Soiuz-U | Unió Soviètica - Soiuz-U                        | Unió Soviètica - Plesetsk Site 16/2       | Unió Soviètica - Plesetsk Site 16/2     | Unió Soviètica                   | Unió Soviètica                   |
| 3 de juliol          | Unió Soviètica - Yantar-4K2 |                                                 | Destinat: Terrestre Baixa                 | Reconeixement                           | 3 de juliol                      | Error de llançament              |
| 11 de juliol 10:00   | Unió Soviètica - Soiuz-U2 | Unió Soviètica - Soiuz-U2                       | Unió Soviètica - Baikonur Site 1/5        | Unió Soviètica - Baikonur Site 1/5      | Unió Soviètica                   | Unió Soviètica                   |
| 11 de juliol 10:00   | França/ Unió Soviètica - Gamma | CNES                                            | Terrestre Baixa                           | Astronomia                              | 28 de febrer 1992                | Reeixit                          |
| 16 de juliol 00:40   | Xina - Llarga Marxa 2E | Xina - Llarga Marxa 2E                          | Xina - Xichang LC-2                       | Xina - Xichang LC-2                     | Xina                             | Xina                             |
| 16 de juliol 00:40   | Pakistan - Badr-1 | SUPARCO                                         | Terrestre Baixa                           | Comunicacions                           | 8 de desembre                    | Reeixit                          |
| 16 de juliol 00:40   | Estats Units - HS-601 |                                                 | Terrestre Baixa                           | Nau espacial de Boilerplate             | En òrbita                        | Reeixit                          |
| 16 de juliol 00:40   | Vol inaugural del Llarga Marxa 2E |                                                 |                                           |                                         |                                  |                                  |
| 17 de juliol 09:29   | Unió Soviètica - Soiuz-U | Unió Soviètica - Soiuz-U                        | Unió Soviètica - Plesetsk Site 43/3       | Unió Soviètica - Plesetsk Site 43/3     | Unió Soviètica                   | Unió Soviètica                   |
| 17 de juliol 09:29   | Unió Soviètica - Resurs-F7 |                                                 | Terrestre Baixa                           | Reconeixement                           | 16 d'agost                       | Reeixit                          |
| 18 de juliol 21:46   | Unió Soviètica - Proton-K/DM-2 | Unió Soviètica - Proton-K/DM-2                  | Unió Soviètica - Baikonur Site 200/39     | Unió Soviètica - Baikonur Site 200/39   | Unió Soviètica                   | Unió Soviètica                   |
| 18 de juliol 21:46   | Unió Soviètica - Kosmos 2085 (Geizer 17L) |                                                 | Geosíncrona                               | Comunicacions                           | En òrbita                        | Operacional                      |
| 20 de juliol 08:40   | Unió Soviètica - Soiuz-U | Unió Soviètica - Soiuz-U                        | Unió Soviètica - Plesetsk                 | Unió Soviètica - Plesetsk               | Unió Soviètica                   | Unió Soviètica                   |
| 20 de juliol 08:40   | Unió Soviètica - Kosmos 2086 (Zenit-8) |                                                 | Terrestre Baixa                           | Reconeixement                           | 3 d'agost                        | Reeixit                          |
| 24 de juliol 22:25   | Europa - Ariane 4 (44L) | Europa - Ariane 4 (44L)                         | França - Kourou ELA-2                     | França - Kourou ELA-2                   | França - Arianespace             | França - Arianespace             |
| 24 de juliol 22:25   | França - TDF-2 | Telediffusion                                   | Geosíncrona                               | Comunicacions                           | En òrbita                        | Reeixit                          |
| 24 de juliol 22:25   | Alemanya - DFS-2 |                                                 | Geosíncrona                               | Comunicacions                           | En òrbita                        | Reeixit                          |
| 25 de juliol 18:13   | Unió Soviètica - Molniya-M/2BL | Unió Soviètica - Molniya-M/2BL                  | Unió Soviètica - Plesetsk                 | Unió Soviètica - Plesetsk               | Unió Soviètica                   | Unió Soviètica                   |
| 25 de juliol 18:13   | Unió Soviètica - Kosmos 2087 (Oko) |                                                 | Molnia                                    | Sistema d'alertes                       | En òrbita                        | Operacional                      |
| 25 de juliol 19:21   | Estats Units - Atlas I | Estats Units - Atlas I                          | Estats Units - Cape Canaveral LC-36B      | Estats Units - Cape Canaveral LC-36B    | Estats Units                     | Estats Units                     |
| 25 de juliol 19:21   | Estats Units - CRRES | Força Aèria dels Estats Units d'Amèrica         | Transferència geosíncrona                 | Space Physics                           | En òrbita                        | Reeixit                          |
| 25 de juliol 19:21   | Vol inaugural de l'Atlas I Es va perdre el contacte amb la nau el 12 d'octubre de 1991 causa d'un error de la bateria a bord. |                                                 |                                           |                                         |                                  |                                  |
| 30 de juliol 00:06   | Unió Soviètica - Tsyklon-3 | Unió Soviètica - Tsyklon-3                      | Unió Soviètica - Plesetsk Site 32/1       | Unió Soviètica - Plesetsk Site 32/1     | Unió Soviètica                   | Unió Soviètica                   |
| 30 de juliol 00:06   | Unió Soviètica - Kosmos 2088 (Geo-IK) |                                                 | Terrestre Baixa                           | Ciència de la Terra                     | En òrbita                        | Reeixit                          |
| Agost                | |                                                 |                                           |                                         |                                  |                                  |
| 1 d'agost 09:32      | Unió Soviètica - Soiuz-U2 | Unió Soviètica - Soiuz-U2                       | Unió Soviètica - Baikonur Site 1/5        | Unió Soviètica - Baikonur Site 1/5      | Unió Soviètica                   | Unió Soviètica                   |
| 1 d'agost 09:32      | Unió Soviètica - Soiuz TM-10 |                                                 | Terrestre Baixa (Mir)                     | Mir EO-7                                | 10 de desembre 06:08             | Reeixit                          |
| 1 d'agost 09:32      | Vol orbital tripulat amb 2 cosmonautes |                                                 |                                           |                                         |                                  |                                  |
| 2 d'agost 05:39      | Estats Units - Delta II 6925 | Estats Units - Delta II 6925                    | Estats Units - Cape Canaveral LC-17A      | Estats Units - Cape Canaveral LC-17A    | Estats Units - McDonnell Douglas | Estats Units - McDonnell Douglas |
| 2 d'agost 05:39      | Estats Units - GPS II-8 (USA-63) | Força Aèria dels Estats Units d'Amèrica         | Terrestre Mitjana                         | Navegació                               | En òrbita                        | Operacional                      |
| 3 d'agost 19:45      | Unió Soviètica - Soiuz-U | Unió Soviètica - Soiuz-U                        | Unió Soviètica - Plesetsk                 | Unió Soviètica - Plesetsk               | Unió Soviètica                   | Unió Soviètica                   |
| 3 d'agost 19:45      | Unió Soviètica - Kosmos 2089 (Yantar-4K2) |                                                 | Terrestre Baixa                           | Reconeixement                           | 1 d'octubre                      | Reeixit                          |
| 8 d'agost 04:15      | Unió Soviètica - Tsyklon-3 | Unió Soviètica - Tsyklon-3                      | Unió Soviètica - Plesetsk Site 32         | Unió Soviètica - Plesetsk Site 32       | Unió Soviètica                   | Unió Soviètica                   |
| 8 d'agost 04:15      | Unió Soviètica - Kosmos 2090 (Strela-3) |                                                 | Terrestre Baixa                           | Comunicacions                           | En òrbita                        | Operacional                      |
| 8 d'agost 04:15      | Unió Soviètica - Kosmos 2091 (Strela-3) |                                                 | Terrestre Baixa                           | Comunicacions                           | En òrbita                        | Operacional                      |
| 8 d'agost 04:15      | Unió Soviètica - Kosmos 2092 (Strela-3) |                                                 | Terrestre Baixa                           | Comunicacions                           | En òrbita                        | Operacional                      |
| 8 d'agost 04:15      | Unió Soviètica - Kosmos 2093 (Strela-3) |                                                 | Terrestre Baixa                           | Comunicacions                           | En òrbita                        | Operacional                      |
| 8 d'agost 04:15      | Unió Soviètica - Kosmos 2094 (Strela-3) |                                                 | Terrestre Baixa                           | Comunicacions                           | En òrbita                        | Operacional                      |
| 8 d'agost 04:15      | Unió Soviètica - Kosmos 2095 (Strela-3) |                                                 | Terrestre Baixa                           | Comunicacions                           | En òrbita                        | Operacional                      |
| 9 d'agost 20:18      | Unió Soviètica - Proton-K/DM-2 | Unió Soviètica - Proton-K/DM-2                  | Unió Soviètica - Baikonur Site 200/39     | Unió Soviètica - Baikonur Site 200/39   | Unió Soviètica                   | Unió Soviètica                   |
| 9 d'agost 20:18      | Unió Soviètica - Ekran-M |                                                 | Destinat: Geosíncrona                     | Comunicacions                           | 9 d'agost                        | Error de llançament              |
| 10 d'agost 20:18     | Unió Soviètica - Molniya-M/ML | Unió Soviètica - Molniya-M/ML                   | Unió Soviètica - Plesetsk                 | Unió Soviètica - Plesetsk               | Unió Soviètica                   | Unió Soviètica                   |
| 10 d'agost 20:18     | Unió Soviètica - Molniya 1-78 |                                                 | Molnia                                    | Comunicacions                           | 6 de juliol 2007                 | Reeixit                          |
| 15 d'agost 04:00     | Unió Soviètica - Soiuz-U2 | Unió Soviètica - Soiuz-U2                       | Unió Soviètica - Baikonur Site 1/5        | Unió Soviètica - Baikonur Site 1/5      | Unió Soviètica                   | Unió Soviètica                   |
| 15 d'agost 04:00     | Unió Soviètica - Progress M-4 |                                                 | Terrestre Baixa (Mir)                     | Logística                               | 20 de setembre 11:42             | Reeixit                          |
| 16 d'agost 09:54     | Unió Soviètica - Soiuz-U | Unió Soviètica - Soiuz-U                        | Unió Soviètica - Plesetsk Site 43/4       | Unió Soviètica - Plesetsk Site 43/4     | Unió Soviètica                   | Unió Soviètica                   |
| 16 d'agost 09:54     | Unió Soviètica - Resurs-F8 |                                                 | Terrestre Baixa                           | Reconeixement                           | 1 de setembre                    | Reeixit                          |
| 18 d'agost 00:42     | Estats Units - Delta II 6925 | Estats Units - Delta II 6925                    | Estats Units - Cape Canaveral LC-17B      | Estats Units - Cape Canaveral LC-17B    | Estats Units - McDonnell Douglas | Estats Units - McDonnell Douglas |
| 18 d'agost 00:42     | Regne Unit - Marco Polo 2 |                                                 | Geosíncrona                               | Comunicacions                           | En òrbita                        | Reeixit                          |
| 23 d'agost 16:17     | Unió Soviètica - Tsyklon-2 | Unió Soviètica - Tsyklon-2                      | Unió Soviètica - Baikonur Site 90/20      | Unió Soviètica - Baikonur Site 90/20    | Unió Soviètica                   | Unió Soviètica                   |
| 23 d'agost 16:17     | Unió Soviètica - Kosmos 2096 (US-P) |                                                 | Terrestre Baixa                           | Reconeixement naval                     | 30 d'agost 1992                  | Reeixit                          |
| 28 d'agost 07:49     | Unió Soviètica - Molniya-M/2BL | Unió Soviètica - Molniya-M/2BL                  | Unió Soviètica - Plesetsk                 | Unió Soviètica - Plesetsk               | Unió Soviètica                   | Unió Soviètica                   |
| 28 d'agost 07:49     | Unió Soviètica - Kosmos 2097 (Oko) |                                                 | Molnia                                    | Sistema d'alertes                       | En òrbita                        | Operacional                      |
| 28 d'agost 09:05     | Japó - H-1 | Japó - H-1                                      | Japó - Tanegashima LA-N                   | Japó - Tanegashima LA-N                 | Japó - Mitsubishi                | Japó - Mitsubishi                |
| 28 d'agost 09:05     | Japó - BS 3A |                                                 | Geosíncrona                               | Comunicacions                           | En òrbita                        | Reeixit                          |
| 28 d'agost 15:45     | Unió Soviètica - Kosmos-3M | Unió Soviètica - Kosmos-3M                      | Unió Soviètica - Plesetsk Site 133/3      | Unió Soviètica - Plesetsk Site 133/3    | Unió Soviètica                   | Unió Soviètica                   |
| 28 d'agost 15:45     | Unió Soviètica - Kosmos 2098 (Taifun-1) |                                                 | Terrestre Baixa                           | Ciència de la Terra                     | En òrbita                        | Reeixit                          |
| 30 d'agost 22:46     | Europa - Ariane 4 (44LP) | Europa - Ariane 4 (44LP)                        | França - Kourou ELA-2                     | França - Kourou ELA-2                   | França - Arianespace             | França - Arianespace             |
| 30 d'agost 22:46     | Regne Unit - Skynet 4C | MoD                                             | Geosíncrona                               | Comunicacions                           | En òrbita                        | Operacional                      |
| 30 d'agost 22:46     | França - Eutelsat 2F1 | Eutelsat                                        | Geosíncrona                               | Comunicacions                           | En òrbita                        | Reeixit                          |
| 31 d'agost 08:00     | Unió Soviètica - Soiuz-U | Unió Soviètica - Soiuz-U                        | Unió Soviètica - Plesetsk                 | Unió Soviètica - Plesetsk               | Unió Soviètica                   | Unió Soviètica                   |
| 31 d'agost 08:00     | Unió Soviètica - Kosmos 2099 (Zenit-8) |                                                 | Terrestre Baixa                           | Reconeixement                           | 14 de setembre                   | Reeixit                          |
| Setembre             | |                                                 |                                           |                                         |                                  |                                  |
| 3 de setembre 00:53  | Xina - Llarga Marxa 4A | Xina - Llarga Marxa 4A                          | Xina - Taiyuan LC-1                       | Xina - Taiyuan LC-1                     | Xina                             | Xina                             |
| 3 de setembre 00:53  | Xina - Feng Yun 1B |                                                 | Heliosíncrona                             | Satèl·lit meteorològic                  | En òrbita                        | Reeixit                          |
| 3 de setembre 00:53  | Xina - Qi Qiu Weixing 1 |                                                 | Heliosíncrona                             | Investigació atmosfèrica                | 11 de març 1991                  | Reeixit                          |
| 3 de setembre 00:53  | Xina - Qi Qiu Weixing 2 |                                                 | Heliosíncrona                             | Investigació atmosfèrica                | 24 de juliol 1991                | Reeixit                          |
| 3 de setembre 00:53  | Vol final del Llarga Marxa 4A |                                                 |                                           |                                         |                                  |                                  |
| 7 de setembre 11:59  | Unió Soviètica - Soiuz-U | Unió Soviètica - Soiuz-U                        | Unió Soviètica - Plesetsk Site 16/2       | Unió Soviètica - Plesetsk Site 16/2     | Unió Soviètica                   | Unió Soviètica                   |
| 7 de setembre 11:59  | Unió Soviètica - Resurs-F9 |                                                 | Terrestre Baixa                           | Reconeixement                           | 21 de setembre                   | Reeixit                          |
| 14 de setembre 05:59 | Unió Soviètica - Kosmos-3M | Unió Soviètica - Kosmos-3M                      | Unió Soviètica - Plesetsk Site 133/3      | Unió Soviètica - Plesetsk Site 133/3    | Unió Soviètica                   | Unió Soviètica                   |
| 14 de setembre 05:59 | Unió Soviètica - Kosmos 2100 (Parus) |                                                 | Terrestre Baixa                           | Navegació                               | En òrbita                        | Operacional                      |
| 20 de setembre 20:16 | Unió Soviètica - Molniya-M/ML | Unió Soviètica - Molniya-M/ML                   | Unió Soviètica - Plesetsk                 | Unió Soviètica - Plesetsk               | Unió Soviètica                   | Unió Soviètica                   |
| 20 de setembre 20:16 | Unió Soviètica - Molniya 3-54L |                                                 | Molnia                                    | Comunicacions                           | En òrbita                        | Operacional                      |
| 27 de setembre 10:37 | Unió Soviètica - Soiuz-U2 | Unió Soviètica - Soiuz-U2                       | Unió Soviètica - Baikonur Site 1/5        | Unió Soviètica - Baikonur Site 1/5      | Unió Soviètica                   | Unió Soviètica                   |
| 27 de setembre 10:37 | Unió Soviètica - Progress M-5 |                                                 | Terrestre Baixa (Mir)                     | Logística                               | 28 de novembre 11:04             | Reeixit                          |
| 28 de setembre 07:30 | Unió Soviètica - Tsyklon-3 | Unió Soviètica - Tsyklon-3                      | Unió Soviètica - Plesetsk Site 32         | Unió Soviètica - Plesetsk Site 32       | Unió Soviètica                   | Unió Soviètica                   |
| 28 de setembre 07:30 | Unió Soviètica - Meteor-2-20 |                                                 | Terrestre Baixa                           | Ciència de la Terra                     | En òrbita                        | Reeixit                          |
| Octubre              | |                                                 |                                           |                                         |                                  |                                  |
| 1 d'octubre 11:00    | Unió Soviètica - Soiuz-U2 | Unió Soviètica - Soiuz-U2                       | Unió Soviètica - Baikonur Site 1/5        | Unió Soviètica - Baikonur Site 1/5      | Unió Soviètica                   | Unió Soviètica                   |
| 1 d'octubre 11:00    | Unió Soviètica - Kosmos 2101 (Ortlets-1) |                                                 | Terrestre Baixa                           | Reconeixement                           | 30 de novembre                   | Reeixit                          |
| 1 d'octubre 21:56    | Estats Units - Delta II 6925 | Estats Units - Delta II 6925                    | Estats Units - Cape Canaveral LC-17A      | Estats Units - Cape Canaveral LC-17A    | Estats Units - McDonnell Douglas | Estats Units - McDonnell Douglas |
| 1 d'octubre 21:56    | Estats Units - GPS II-9 (USA-64) | Força Aèria dels Estats Units d'Amèrica         | Terrestre Mitjana                         | Navegació                               | En òrbita                        | Reeixit                          |
| 4 d'octubre          | Unió Soviètica - Zenit-2 | Unió Soviètica - Zenit-2                        | Unió Soviètica - Baikonur Site 45/2       | Unió Soviètica - Baikonur Site 45/2     | Unió Soviètica                   | Unió Soviètica                   |
| 4 d'octubre          | Unió Soviètica - Tselina-2 |                                                 | Destinat: Terrestre Baixa                 | ELINT                                   | T+5 segons                       | Error de llançament              |
| 4 d'octubre          | Error en la primera etapa cinc segons després del llançament. Posterior l'explosió va destruir completament la plataforma de llançament, que no va ser reconstruïda. |                                                 |                                           |                                         |                                  |                                  |
| 5 d'octubre 06:14    | Xina - Llarga Marxa 2C | Xina - Llarga Marxa 2C                          | Xina - Jiuquan LA-2B                      | Xina - Jiuquan LA-2B                    | Xina                             | Xina                             |
| 5 d'octubre 06:14    | Xina - FSW-1-3 |                                                 | Terrestre Baixa                           | Reconeixement                           | 13 d'octubre 03:59               | Reeixit                          |
| 6 d'octubre 11:47    | Estats Units - Transbordador Espacial Discovery | Estats Units - Transbordador Espacial Discovery | Estats Units - Kennedy LC-39B             | Estats Units - Kennedy LC-39B           | Estats Units                     | Estats Units                     |
| 6 d'octubre 11:47    | Estats Units - STS-41 | NASA                                            | Terrestre Baixa                           | Desplegament de satèl·lit               | 10 d'octubre                     | Reeixit                          |
| 6 d'octubre 11:47    | Europa/ Estats Units - Ulysses | ESA/NASA                                        | Heliocèntrica                             | Solar probe                             | En òrbita                        | Reeixit                          |
| 6 d'octubre 11:47    | Vol orbital tripulat amb 5 astronautes |                                                 |                                           |                                         |                                  |                                  |
| 12 d'octubre 22:58   | Europa - Ariane 4 (44L) | Europa - Ariane 4 (44L)                         | França - Kourou ELA-2                     | França - Kourou ELA-2                   | França - Arianespace             | França - Arianespace             |
| 12 d'octubre 22:58   | Estats Units - SBS 6 | SBS                                             | Geosíncrona                               | Comunicacions                           | En òrbita                        | Reeixit                          |
| 12 d'octubre 22:58   | Estats Units - Galaxy 6 | PanAmSat                                        | Geosíncrona                               | Comunicacions                           | En òrbita                        | Reeixit                          |
| 16 d'octubre 19:00   | Unió Soviètica - Soiuz-U | Unió Soviètica - Soiuz-U                        | Unió Soviètica - Plesetsk                 | Unió Soviètica - Plesetsk               | Unió Soviètica                   | Unió Soviètica                   |
| 16 d'octubre 19:00   | Unió Soviètica - Kosmos 2102 (Yantar-4K2) |                                                 | Terrestre Baixa                           | Reconeixement                           | 12 de desembre                   | Reeixit                          |
| 30 d'octubre 23:16   | Estats Units - Delta II 6925 | Estats Units - Delta II 6925                    | Estats Units - Cape Canaveral LC-17B      | Estats Units - Cape Canaveral LC-17B    | Estats Units - McDonnell Douglas | Estats Units - McDonnell Douglas |
| 30 d'octubre 23:16   | Regne Unit - Inmarsat 2F1 | Inmarsat                                        | Geosíncrona                               | Comunicacions                           | En òrbita                        | Operacional                      |
| Novembre             | |                                                 |                                           |                                         |                                  |                                  |
| 3 de novembre 14:40  | Unió Soviètica - Proton-K/DM-2 | Unió Soviètica - Proton-K/DM-2                  | Unió Soviètica - Baikonur Site 81/23      | Unió Soviètica - Baikonur Site 81/23    | Unió Soviètica                   | Unió Soviètica                   |
| 3 de novembre 14:40  | Unió Soviètica - Gorizont 21 |                                                 | Geosíncrona                               | Comunicacions                           | En òrbita                        | Reeixit                          |
| 13 de novembre 00:37 | Estats Units - Titan IVA (402)/IUS | Estats Units - Titan IVA (402)/IUS              | Estats Units - Cape Canaveral LC-41       | Estats Units - Cape Canaveral LC-41     | Estats Units - Martin Marietta   | Estats Units - Martin Marietta   |
| 13 de novembre 00:37 | Estats Units - USA-65 (DSP-15) | Força Aèria dels Estats Units d'Amèrica         | Geosíncrona                               | Sistema d'alertes                       | En òrbita                        | Operacional                      |
| 14 de novembre 06:33 | Unió Soviètica - Tsyklon-2 | Unió Soviètica - Tsyklon-2                      | Unió Soviètica - Baikonur Site 90/20      | Unió Soviètica - Baikonur Site 90/20    | Unió Soviètica                   | Unió Soviètica                   |
| 14 de novembre 06:33 | Unió Soviètica - Kosmos 2103 (US-P) |                                                 | Terrestre Baixa                           | Reconeixement naval                     | 3 d'abril 1991                   | Reeixit                          |
| 15 de novembre 23:48 | Estats Units - Transbordador Espacial Atlantis | Estats Units - Transbordador Espacial Atlantis  | Estats Units - Kennedy LC-39A             | Estats Units - Kennedy LC-39A           | Estats Units                     | Estats Units                     |
| 15 de novembre 23:48 | Estats Units - STS-38 | NASA                                            | Terrestre Baixa                           | Desplegament de satèl·lit               | 20 de novembre 21:42             | Reeixit                          |
| 15 de novembre 23:48 | Estats Units - USA-67 (SDS-2) | NRO                                             | Geosíncrona                               | Comunicacions                           | En òrbita                        | Operacional                      |
| 15 de novembre 23:48 | Estats Units - Prowler | NRO                                             | Geosíncrona                               | Satellite inspection Technology         | En òrbita                        | Reeixit                          |
| 15 de novembre 23:48 | Vol orbital tripulat amb 5 astronautes |                                                 |                                           |                                         |                                  |                                  |
| 16 de novembre 16:30 | Unió Soviètica - Soiuz-U | Unió Soviètica - Soiuz-U                        | Unió Soviètica - Plesetsk                 | Unió Soviètica - Plesetsk               | Unió Soviètica                   | Unió Soviètica                   |
| 16 de novembre 16:30 | Unió Soviètica - Kosmos 2104 (Zenit-8) |                                                 | Terrestre Baixa                           | Reconeixement                           | 4 de desembre                    | Reeixit                          |
| 20 de novembre 02:33 | Unió Soviètica - Molniya-M/2BL | Unió Soviètica - Molniya-M/2BL                  | Unió Soviètica - Plesetsk                 | Unió Soviètica - Plesetsk               | Unió Soviètica                   | Unió Soviètica                   |
| 20 de novembre 02:33 | Unió Soviètica - Kosmos 2105 (Oko) |                                                 | Molnia                                    | Sistema d'alertes                       | 16 de gener 2008                 | Reeixit                          |
| 20 de novembre 23:11 | Europa - Ariane 4 (42P) | Europa - Ariane 4 (42P)                         | França - Kourou ELA-2                     | França - Kourou ELA-2                   | França - Arianespace             | França - Arianespace             |
| 20 de novembre 23:11 | Estats Units - Satcom C1 | GE Americom                                     | Geosíncrona                               | Comunicacions                           | En òrbita                        | Reeixit                          |
| 20 de novembre 23:11 | Estats Units - GStar 4 | Spacenet                                        | Geosíncrona                               | Comunicacions                           | En òrbita                        | Reeixit                          |
| 20 de novembre 23:11 | Vol inaugural of Ariane 4 (42P) |                                                 |                                           |                                         |                                  |                                  |
| 23 de novembre 03:51 | Unió Soviètica - Molniya-M/ML | Unió Soviètica - Molniya-M/ML                   | Unió Soviètica - Plesetsk                 | Unió Soviètica - Plesetsk               | Unió Soviètica                   | Unió Soviètica                   |
| 23 de novembre 03:51 | Unió Soviètica - Molniya 1-79 |                                                 | Molnia                                    | Comunicacions                           | 30 d'agost 2005                  | Reeixit                          |
| 23 de novembre 13:22 | Unió Soviètica - Proton-K/DM-2 | Unió Soviètica - Proton-K/DM-2                  | Unió Soviètica - Baikonur Site 200/39     | Unió Soviètica - Baikonur Site 200/39   | Unió Soviètica                   | Unió Soviètica                   |
| 23 de novembre 13:22 | Unió Soviètica - Gorizont 22 |                                                 | Geosíncrona                               | Comunicacions                           | En òrbita                        | Operacional                      |
| 26 de novembre 21:39 | Estats Units - Delta II 7925 | Estats Units - Delta II 7925                    | Estats Units - Cape Canaveral LC-17A      | Estats Units - Cape Canaveral LC-17A    | Estats Units - McDonnell Douglas | Estats Units - McDonnell Douglas |
| 26 de novembre 21:39 | Estats Units - GPS IIA-1 (USA-66) | Força Aèria dels Estats Units d'Amèrica         | Terrestre Mitjana                         | Navegació                               | En òrbita                        | Reeixit                          |
| 26 de novembre 21:39 | Vol inaugural of Delta II 7925 |                                                 |                                           |                                         |                                  |                                  |
| 28 de novembre 16:33 | Unió Soviètica - Tsyklon-3 | Unió Soviètica - Tsyklon-3                      | Unió Soviètica - Plesetsk Site 32         | Unió Soviètica - Plesetsk Site 32       | Unió Soviètica                   | Unió Soviètica                   |
| 28 de novembre 16:33 | Unió Soviètica - Kosmos 2106 (Tselina-D) |                                                 | Terrestre Baixa                           | ELINT                                   | 7 d'abril 2000                   | Reeixit                          |
| Desembre             | |                                                 |                                           |                                         |                                  |                                  |
| 1 de desembre 15:57  | Estats Units - Atlas-E/Star-37 | Estats Units - Atlas-E/Star-37                  | Estats Units - Vandenberg SLC-3W          | Estats Units - Vandenberg SLC-3W        | Estats Units - Lockheed          | Estats Units - Lockheed          |
| 1 de desembre 15:57  | Estats Units - USA-68 (DMSP-5D2 F10) | Força Aèria dels Estats Units d'Amèrica         | Heliosíncrona                             | Satèl·lit meteorològic                  | En òrbita                        | Reeixit                          |
| 2 de desembre 06:49  | Estats Units - Transbordador Espacial Columbia | Estats Units - Transbordador Espacial Columbia  | Estats Units - Kennedy LC-39B             | Estats Units - Kennedy LC-39B           | Estats Units                     | Estats Units                     |
| 2 de desembre 06:49  | Estats Units - STS-35 | NASA                                            | Terrestre Baixa                           | Astronomia                              | 10 de desembre 23:54             | Reeixit                          |
| 2 de desembre 06:49  | Vol orbital tripulat amb 7 astronautes |                                                 |                                           |                                         |                                  |                                  |
| 2 de desembre 08:13  | Unió Soviètica - Soiuz-U2 | Unió Soviètica - Soiuz-U2                       | Unió Soviètica - Baikonur Site 1/5        | Unió Soviètica - Baikonur Site 1/5      | Unió Soviètica                   | Unió Soviètica                   |
| 2 de desembre 08:13  | Unió Soviètica - Soiuz TM-11 |                                                 | Terrestre Baixa (Mir)                     | Mir EO-8                                | 26 de maig 1991 10:04            | Reeixit                          |
| 2 de desembre 08:13  | Vol orbital tripulat amb 3 cosmonautes incloent el primer viatger japonès a l'espai. |                                                 |                                           |                                         |                                  |                                  |
| 4 de desembre 00:48  | Unió Soviètica - Tsyklon-2 | Unió Soviètica - Tsyklon-2                      | Unió Soviètica - Baikonur Site 90/20      | Unió Soviètica - Baikonur Site 90/20    | Unió Soviètica                   | Unió Soviètica                   |
| 4 de desembre 00:48  | Unió Soviètica - Kosmos 2107 (US-P) |                                                 | Terrestre Baixa                           | Reconeixement naval                     | 6 d'abril 1992                   | Reeixit                          |
| 4 de desembre 18:30  | Unió Soviètica - Soiuz-U | Unió Soviètica - Soiuz-U                        | Unió Soviètica - Plesetsk                 | Unió Soviètica - Plesetsk               | Unió Soviètica                   | Unió Soviètica                   |
| 4 de desembre 18:30  | Unió Soviètica - Kosmos 2108 (Yantar-4K2) |                                                 | Terrestre Baixa                           | Reconeixement                           | 28 de gener 1991                 | Reeixit                          |
| 8 de desembre 02:43  | Unió Soviètica - Proton-K/DM-2 | Unió Soviètica - Proton-K/DM-2                  | Unió Soviètica - Baikonur Site 81/23      | Unió Soviètica - Baikonur Site 81/23    | Unió Soviètica                   | Unió Soviètica                   |
| 8 de desembre 02:43  | Unió Soviètica - Kosmos 2109 (GLONASS) |                                                 | Terrestre Mitjana                         | Navegació                               | En òrbita                        | Operacional                      |
| 8 de desembre 02:43  | Unió Soviètica - Kosmos 2110 (GLONASS) |                                                 | Terrestre Mitjana                         | Navegació                               | En òrbita                        | Operacional                      |
| 8 de desembre 02:43  | Unió Soviètica - Kosmos 2111 (GLONASS) |                                                 | Terrestre Mitjana                         | Navegació                               | En òrbita                        | Operacional                      |
| 10 de desembre 07:54 | Unió Soviètica - Kosmos-3M | Unió Soviètica - Kosmos-3M                      | Unió Soviètica - Plesetsk Site 133/3      | Unió Soviètica - Plesetsk Site 133/3    | Unió Soviètica                   | Unió Soviètica                   |
| 10 de desembre 07:54 | Unió Soviètica - Kosmos 2112 (Strela-2M) |                                                 | Terrestre Baixa                           | Comunicacions                           | En òrbita                        | Reeixit                          |
| 20 de desembre 11:35 | Unió Soviètica - Proton-K/DM-2 | Unió Soviètica - Proton-K/DM-2                  | Unió Soviètica - Baikonur Site 81/23      | Unió Soviètica - Baikonur Site 81/23    | Unió Soviètica                   | Unió Soviètica                   |
| 20 de desembre 11:35 | Unió Soviètica - Raduga 26 |                                                 | Geosíncrona                               | Comunicacions                           | En òrbita                        | Operacional                      |
| 21 de desembre 06:20 | Unió Soviètica - Soiuz-U | Unió Soviètica - Soiuz-U                        | Unió Soviètica - Baikonur                 | Unió Soviètica - Baikonur               | Unió Soviètica                   | Unió Soviètica                   |
| 21 de desembre 06:20 | Unió Soviètica - Kosmos 2113 (Yantar-4KS1) |                                                 | Terrestre Baixa                           | Reconeixement                           | 11 de juny 1991                  | Reeixit                          |
| 22 de desembre 07:28 | Unió Soviètica - Tsyklon-3 | Unió Soviètica - Tsyklon-3                      | Unió Soviètica - Plesetsk Site 32         | Unió Soviètica - Plesetsk Site 32       | Unió Soviètica                   | Unió Soviètica                   |
| 22 de desembre 07:28 | Unió Soviètica - Kosmos 2114 (Strela-3) |                                                 | Terrestre Baixa                           | Comunicacions                           | En òrbita                        | Operacional                      |
| 22 de desembre 07:28 | Unió Soviètica - Kosmos 2115 (Strela-3) |                                                 | Terrestre Baixa                           | Comunicacions                           | En òrbita                        | Operacional                      |
| 22 de desembre 07:28 | Unió Soviètica - Kosmos 2116 (Strela-3) |                                                 | Terrestre Baixa                           | Comunicacions                           | En òrbita                        | Operacional                      |
| 22 de desembre 07:28 | Unió Soviètica - Kosmos 2117 (Strela-3) |                                                 | Terrestre Baixa                           | Comunicacions                           | En òrbita                        | Operacional                      |
| 22 de desembre 07:28 | Unió Soviètica - Kosmos 2118 (Strela-3) |                                                 | Terrestre Baixa                           | Comunicacions                           | En òrbita                        | Operacional                      |
| 22 de desembre 07:28 | Unió Soviètica - Kosmos 2119 (Strela-3) |                                                 | Terrestre Baixa                           | Comunicacions                           | En òrbita                        | Operacional                      |
| 26 de desembre 11:10 | Unió Soviètica - Soiuz-U | Unió Soviètica - Soiuz-U                        | Unió Soviètica - Plesetsk                 | Unió Soviètica - Plesetsk               | Unió Soviètica                   | Unió Soviètica                   |
| 26 de desembre 11:10 | Unió Soviètica - Kosmos 2120 (Zenit-8) |                                                 | Terrestre Baixa                           | Reconeixement                           | 17 de gener 1991                 | Reeixit                          |
| 27 de desembre 11:08 | Unió Soviètica - Proton-K/DM-2 | Unió Soviètica - Proton-K/DM-2                  | Unió Soviètica - Baikonur Site 200/39     | Unió Soviètica - Baikonur Site 200/39   | Unió Soviètica                   | Unió Soviètica                   |
| 27 de desembre 11:08 | Unió Soviètica - Raduga-1-2 |                                                 | Geosíncrona                               | Comunicacions                           | En òrbita                        | Operacional                      |

## Encontres espacials
| Data (GMT)    | Nau espacial | Esdeveniment                      | Comentaris                                           |
| ------------- | ------------ | --------------------------------- | ---------------------------------------------------- |
| 10 de febrer  | Galileo      | Sobrevol de Venus                 | Assistència gravitatòria; Apropament màxim: 16000 km |
| 19 de març    | Hiten        | Sobrevol de la Lluna              |                                                      |
| 19 de març    | Hagoromo     | Inserció en òrbita selenocèntrica |                                                      |
| 10 d'agost    | Magellan     | Inserció en òrbita citerena       |                                                      |
| 8 de desembre | Galileo      | 1r sobrevol de la Terra           | Assistència gravitatòria; Apropament màxim: 960 km   |

## EVAs
| Inici Data/Hora    | Duració           | Hora Finalització  | Nau espacial     | Tripulació                                                                  | Comentaris |
| ------------------ | ----------------- | ------------------ | ---------------- | --------------------------------------------------------------------------- | --- |
| 8 de gener 20:23   | 2 hores 56 minuts | 23:19              | Mir EO-5         | Unió Soviètica - Alexander Viktorenko · Unió Soviètica - Aleksandr Serebrov | Instal·lats els nous sensors de seguiment d'estrelles posades en marxa en el mòdul Kvant-2 dins el Kvant-1. |
| 11 de gener 18:01  | 2 hores 54 minuts | 20:55              | Mir EO-5         | Unió Soviètica - Alexander Viktorenko · Unió Soviètica - Aleksandr Serebrov | Es van tancar bastidors d'experimentació, ja sigui per a la recuperació de retorn a la Terra, o rebutjant en l'espai. Modificat el node de connexió per l'arribada del node Kristall. |
| 26 de gener 12:09  | 3 hores 2 minuts  | 15:11              | Mir EO-5 Kvant-2 | Unió Soviètica - Alexander Viktorenko · Unió Soviètica - Aleksandr Serebrov | Es va provar el nou vestit espacial Orlan-DMA. Aquest equip de passeig espacial va ser en el primer EVA utilitzant l'escotilla en la bossa d'aire en el mòdul Kvant-2. Durant la caminada espacial es va lligar una càrrega fora de la resclosa d'aire, i es va treure una antena Kurs per a porsteriors EVAs. |
| 1 de febrer 08:15  | 4 hores 59 minuts | 13:14              | Mir EO-5 Kvant-2 | Unió Soviètica - Alexander Viktorenko · Unió Soviètica - Aleksandr Serebrov | Es va provar la "butaca de volar" SPK, anàloga al MMU de la NASA. El SPK no volar lliure, però va quedar lligat al Kvant-2 durant les proves. |
| 5 de febrer 06:08  | 3 hores 45 minuts | 09:53              | Mir EO-5 Kvant-2 | Unió Soviètica - Alexander Viktorenko · Unió Soviètica - Aleksandr Serebrov | Es van dur a terme més proves de la SPK. En Viktorenko va arribar a distanciar-se 45 m del Mir. |
| 17 de juliol 13:06 | 7 hores 15 minuts | 20:22              | Mir EO-6 Kvant-2 | Unió Soviètica - Anatoli Soloviov · Unió Soviètica - Aleksandr Balandin     | A l'inici del seu EVA per reparar l'aïllament esquinçat en el Soiuz TM-9, Soloviov i Balandin van danyar la comporta del Kvant-2 obrint-la abans de la resclosa d'aire era completament despressuritzada. L'equip de passeig espacial va reparar l'aïllament del Soiuz, però les limitacions de temps van fer necessari tornar al Kvant-2 abans que poguessin recollir les seves eines i escales. No es pot tancar de manera segura l'escotilla danyada, s'utilitza la part central del Kvant-2 com una bossa d'aire de reserva. |
| 26 de juliol 11:15 | 3 hores 31 minuts | 14:46              | Mir EO-6 Kvant-2 | Unió Soviètica - Anatoli Soloviov · Unió Soviètica - Aleksandr Balandin     | Es van transmetre imatges de l'escotilla danyada al TsUP, es va recuperar les escales i eines que quedaven fora i es retira la frontissa de la comporta de la resclosa d'aire, el que permet l'escotilla per tancar i segellar de repressurització. |
| 29 d'octubre 21:45 | 2 hores 45 minuts | 30 d'octubre 00:30 | Mir EO-7 Kvant-2 | Unió Soviètica - Gennadi Manakov · Unió Soviètica - Guennadi Strekàlov      | Després de retirar l'aïllament al voltant de la danyada escotilla del Kvant-2, van trobar amb l'escotilla hi havien més danys greus del que es creia. Encara que no podia reparar del tot la comporta, s'afegeix el maquinari a l'escotilla. |